# Radomír Šimůnek (1962–2010)
Radomír Šimůnek (ur. 8 kwietnia 1962 w Pilźnie, zm. 10 sierpnia 2010 w Pradze) – czeski kolarz przełajowy i szosowy reprezentujący też Czechosłowację, wielokrotny medalista przełajowych mistrzostw świata.

## Kariera
Pierwszy sukces w karierze Radomír Šimůnek osiągnął w 1980 roku, kiedy zdobył złoty medal w kategorii juniorów podczas przełajowych mistrzostw świata w Wetzikon. Trzy lata później był najlepszy wśród amatorów na mistrzostwach świata w Birmingham, wynik ten powtarzając na mistrzostwach świata w Oss w 1984 roku. Jako amator zajmował także drugie miejsce podczas MŚ w Lanarvily (1982) i MŚ w Pontchâteau (1989). Ostatni medal wywalczył już w kategorii elite - na mistrzostwach świata w Gieten. Zajął tam pierwsze miejsce, wyprzedzając Adriego van der Poela z Holandii oraz Francuza Bruno le Brasa. Ponadto w sezonie 1994/1995 zajął trzecie miejsce w klasyfikacji generalnej Pucharu Świata w kolarstwie przełajowym. Wyprzedzili go tylko Włoch Daniele Pontoni oraz Dominique Arnould z Francji. Siedmiokrotnie zdobywał mistrzostwo kraju. Startował też w kolarstwie szosowym, jednak bez większych sukcesów.
Zmarł w 2010 roku na marskość wątroby. Jego syn, Radomír junior również został kolarzem.